# Ophioglossum louisii
Ophioglossum louisii är en låsbräkenväxtart som beskrevs av Taton. Ophioglossum louisii ingår i släktet ormtungor, och familjen låsbräkenväxter. Inga underarter finns listade i Catalogue of Life.